# Darío Giustozzi
Rubén Darío Giustozzi (Saladillo, Argentina; 15 de marzo de 1964) es un político argentino que se desempeñó como intendente del partido de Almirante Brown, diputado nacional y embajador de Argentina en Ecuador.

## Biografía

### Comienzos
Giustozzi estudió ingeniería en la Universidad Nacional de La Plata. Fue Secretario General de la Juventud Peronista de la Provincia de Buenos Aires en 1987. Integraba la mesa política de la Renovación Peronista que impulsaba al gobernador Antonio Cafiero como candidato a Presidente.
En 1999 se sumó al Ministerio de Justicia y Seguridad durante la gestión del Gobernador Eduardo Duhalde.
En 2001 formó parte del directorio de Astillero Río Santiago, ente perteneciente al Gobierno de la Provincia de Buenos Aires.
Es hijo de Carlos Domingo Giustozzi, expiloto de Turismo Carretera. Desde 2017 a la actividad política, sumó la del deporte motor como piloto en clase Master. En 2021 se consagró como el primer campeón en la Copa master de Top Race, para pilotos de más de 45 años. 

### Intendente de Almirante Brown (2007-2013)
El 10 de diciembre de 2007 asumió el cargo de intendente del gobierno municipal de Almirante Brown, luego de imponerse con el 31% de los votos como candidato del Frente para la Victoria. 
En 2011 fue reelecto con el 71,81%  de los votos en las elecciones generales del 23 de octubre, también como candidato por el Frente para la Victoria. En 2011, Giustozzi obtiene la reelección en el cargo, con el 71.81% de los votos, siendo el candidato a intendente que más porcentaje obtuvo en toda la provincia en esa elección. En el 2013 se une a al Frente Renovador. Ocupando el segundo lugar en la lista accede a una banca como Diputado Nacional por la provincia de Buenos Aires.
En 2014 como uno de los máximos exponentes del massismo lanza su candidatura a Gobernador de la Provincia de Buenos Aires.
En 2015 retoma en el Frente para la Victoria. En agosto, en las Elecciones Paso se presenta nuevamente como precandidato a Intendente de Almirante Brown y quedando en segundo lugar interna con Mariano Cascallares, quien luego terminó ganando en las Generales de octubre.
Durante su etapa como intendente, se puso en marcha un Servicio Integral de Emergencias Prehospitalarias (SIEP), el cual prevé una atención prehospitalaria de la emergencia y urgencia médica.
Su gestión fue denunciada públicamente por supuesta persecución contra opositores políticos En 2001 formó parte del directorio de Astillero Río Santiago, ente perteneciente al Gobierno de la Provincia de Buenos Aires. También fue criticado por trabajadores del programa social El Envión por “sistemáticas acciones de persecución política y situaciones de violencia”. Durante su etapa como intendente, se puso en marcha un Servicio Integral de Emergencias Pre-hospitalarias (SIEP), el cual prevé una atención pre-hospitalaria de la emergencia y urgencia médica.
En octubre de 2013 inaugura un centro de atención primaria de salud. Durante 2014 inauguró el sexto centro de atención primaria de salud construido durante su mandato.
En noviembre de 2017 fue procesado por la justicia en una causa iniciada por "administración fraudulenta" a causa de unas cloacas que fueron inauguradas durante su gestión como intendente y nunca funcionaron.

### Diputado nacional (2013-2017)
En 2013 abandona el Frente para la Victoria para pasar a las filas del Frente Renovador, liderado por el peronista disidente Sergio Massa. En las elecciones legislativas de octubre de ese año es electo Diputado Nacional por la Provincia de Buenos Aires. Como diputado se desempeñó en la comisión de relaciones exteriores, educación y economías regionales.[cita requerida] En mayo de 2015 anunció su alejamiento definitivo del Frente Renovador a causa del "maltrato" recibido por parte de Massa.
Ocupó también el cargo de Presidente Honorario de la Sociedad Iberoamericana de Violentología.
En 2015, participó de las elecciones primarias legislativas dentro del Frente para la Victoria, perdiendo con el concejal Mariano Cascallares.

### Embajador en Ecuador
En diciembre de 2017 fue nombrado Embajador de Argentina en Ecuador por el gobierno de Cambiemos, tras el desplazamiento de Luis Juez.

## Vida personal
Militando en la Juventud Universitaria Peronista conoció a Claudia Molina, quien luego se transformó en su esposa. Fruto de ese matrimonio, nació su única hija, Martina. En 2008 fallece su esposa. Ocupa también el cargo de Presidente Honorario de la Sociedad Iberoamericana de Violentología.